# 八盖乡
八盖乡，是中华人民共和国西藏自治区林芝市波密县下辖的一个乡镇级行政单位。

## 行政区划
八盖乡下辖以下地区：
雄吉村、卧普村、巴瑞村、竹玉村、塔鲁村、日卡村和龙普村。